# Сейць
Сейць (рум. Săiţi) — село у Молдові в Каушенському районі. Утворює окрему комуну.
Поблизу села діє пункт пропуску на кордоні з Україною Сеіць—Лісне.